# Тетерино (Ржев)
Тете́рино — микрорайон в восточной части города Ржева Тверской области. Относится к Советской стороне.
Состоит из домов частного сектора расположенных восточнее стадиона «Горизонт», по обе стороны Заводского шоссе.

## История
До революции Тетерино имело статус слободы, историческая часть которой располагалась на месте нынешнего стадиона «Горизонт».  На возвышении находились здание мужской гимназии и Екатерининская (Троицкая) церковь.
Жилая слобода состояла из трех рядов домов, с проулочками, выходящими к Волге. Всего (к 1925 году) было 70 домов. 
Жители занимались сельским хозяйством, держали скот, продукты своего труда продавали на рынке. Воду носили из Волги, канализация была выгребная, обогревались печами. 
Электричество появилось в Тетерино уже после революции (в начале 1920-х годов), но его строго экономили. Для этого в домах устанавливали специальные отключающие устройства, срабатывающие в случае перерасхода.
В Тетерино имелся магазин. В помещении церкви при поддержке завода «Красная звезда» сделали ремонт и устроили «Красный уголок» где проводились партийные и комсомольские собрания.
Детей было много. Специально для них на берегу Волги оборудовали волейбольную площадку.
Во время немецкой оккупации (1941-1943 гг.), историческая часть Тетерино была разобрана оккупантами на брёвна, для строительства полевых блиндажей. После войны на этом месте был оборудован стадион «Горизонт».
В здании бывшей мужской гимназии открыли ржевское музыкальное училище, которое просуществовало не долго, оно погибло от пожара. Ныне на его месте возвышается 9-этажка современного микрорайона «Семь ветров».

## Адресная привязка
До войны в Тетерино было несколько Тетеринских улиц, шли они по номерам. Ныне все дома микрорайона числятся по одной улице – Садовому переулку. Исключение составляет лишь стадион «Горизонт», адрес которого: г.Ржев, микрорайон Тетерино, строение 2.